# Campeonato de Francia de Rugby 15 1961-62
El Campeonato de Francia de Rugby 15 1961-62 fue la 63.ª edición del Campeonato francés de rugby.
El campeón del torneo fue el equipo de Agen quienes obtuvieron su tercer campeonato.

## Desarrollo

### Segunda Fase
| - Auch - Béziers - SBUC - Perpignan - Carmaux - Limoges - Lyon OU - Marmande - Angoulême - Bayonne - Toulon - Cognac - Dax - Bergerac - Paris Université Club - Toulouse Olympique EC | - Chambéry - Graulhet - Grenoble - Montauban - Chalon - Dijon - Montferrand - Romans - Aurillac - Cahors - Stadoceste - Mont-de-Marsan - Bègles - Albi - Narbonne - Toulouse |

| - Brive - Lourdes - Tulle - La Voulte - Racing - Le Creusot - Port-Vendres - Foix - Vichy - Lannemezan - Vienne - Pau - Agen - Hendaye - Saint-Girons - Saint-Sever |